# Despedida de casada
Despedida de casada es una película de comedia en coproducción hispano-mexicana de 1968, dirigida por Juan de Orduña y protagonizada por Ana Luisa Peluffo y Carlos Estrada, con la participación especial de Mauricio Garcés, Elsa Cárdenas, Martha Elena Cervantes, Maura Monti, Norma Mora, Claudia Islas, Julissa, Emily Cranz, Nora Larraga "Karla", Angelines Fernández y Lina Marín.

## Sinopsis
A los pocos meses de casarse, Raúl y Sonia deciden divorciarse por sus desavenencias conyugales. Pero el juez que lleva el caso toma una peculiar decisión con respecto al piso adquirido por el matrimonio en régimen de bienes gananciales: deberán compartirlo construyendo un muro que lo divida por la mitad.

## Reparto
- Ana Luisa Peluffo - Eva
- Carlos Estrada - Raúl Santos
- Mauricio Garcés - Felipe
- Elsa Cárdenas - Abogada de Raúl
- Martha Elena Cervantes
- Maura Monti - Eva
- Gracita Morales - Pacita, la criada
- Alfredo Landa - Casimiro Rodríguez, el albañil
- Norma Mora
- Graciela Lara
- Claudia Islas - Invitada a la reunión
- Julissa - Sonia Vargas
- Héctor Suárez - Juan/Alberto
- Emily Cranz - Betty
- Manuel Garay - Junior
- Nora Larraga 'Karla'
- Hermanos Rigual
- Graciela Döring
- El Klan
- Alfredo Millet - Antonio
- Angelines Fernández
- José Luis Carol
- Lina Marín
- Guillermo Herrera